# Myrianthus arboreus
Myrianthus arboreus är en nässelväxtart som beskrevs av Ambroise Marie François Joseph Palisot de Beauvois. Myrianthus arboreus ingår i släktet Myrianthus och familjen nässelväxter. Inga underarter finns listade i Catalogue of Life.